# Irina Lashko
Irina Lashko, née le 25 janvier 1973 à Samara, est une plongeuse ayant eu la nationalité soviétique, russe puis australienne.
Irina Lashko a participé à 4 Jeux olympiques et y a représenté 4 pays différents : URSS en 1988, l'équipe unifiée aux JO en 1992, la Russie en 1996 et l'Australie en 2004.

## Palmarès

### Jeux olympiques
- Jeux olympiques de 1992 à Barcelone (Espagne) :
  -  Médaille d'argent au plongeon à 3 m.
- Jeux olympiques de 1996 à Atlanta (États-Unis) :
  -  Médaille d'argent au plongeon à 3 m.
- Jeux olympiques de 2004 à Athènes (Grèce) :
  -  Médaille de bronze au plongeon à 3 m synchronisé (avec Chantelle Newbery).

### Championnats du monde
- Championnats du monde de 1991 à Perth (Australie) :
  -  Médaille d'argent au plongeon à 3 m.
- Championnats du monde de 1998 à Perth (Australie) :
  -  Médaille d'or au plongeon à 1 m.
  -  Médaille d'or au plongeon à 3 m synchronisé (avec Yuliya Pakhalina).
- Championnats du monde de 2001 à Fukuoka (Japon) :
  -  Médaille d'argent au plongeon à 3 m.
- Championnats du monde de 2003 à Barcelone (Espagne) :
  -  Médaille d'or au plongeon à 1 m.

### Championnats d'Europe
- Championnats d'Europe 1991 à Athènes (Grèce) :
  -  Médaille d'or au plongeon à 3 m.
- Championnats d'Europe 1993 à Sheffield (Angleterre) :
  -  Médaille d'argent au plongeon à 1 m.
- Championnats d'Europe 1997 à Séville (Espagne) :
  -  Médaille d'argent au plongeon à 1 m.
  -  Médaille d'argent au plongeon à 3 m synchronisé (avec Yuliya Pakhalina).

### Jeux du Commonwealth
- Jeux du Commonwealth 2002 à Manchester (Angleterre) :
  -  Médaille d'or au plongeon à 3 m.
  -  Médaille d'or au plongeon à 1 m.

## Distinction
- Membre de l'International Swimming Hall of Fame en 2018